# Flagge Rhode Islands

Flagge von Rhode Island im Verhältnis 29:33

Gouverneursflagge

Die Flagge von Rhode Island wurde im Jahr 1877 eingeführt und 1897 verändert.

Siegel Rhode Islands

Die Flagge ist nahezu quadratisch und weiß. Sie zeigt in der Mitte einem goldenen Anker als Symbol für Hoffnung, der von 13 goldenen Sternen umgeben ist. Diese stehen für die ursprünglichen 13 Kolonien und Rhode Islands Status als 13. Staat, der die Verfassung der Vereinigten Staaten ratifizierte. Ein blaues Band unterhalb des Ankers trägt in goldenen Buchstaben das Staatsmotto: „HOPE“ (Hoffnung). 
Die Flagge von Rhode Island wurde in ihrer heutigen Form im Jahr 1897 formal eingeführt und wird häufig mit einem goldenen Saum an den Rändern dargestellt.